# استان جنوبی (زامبیا)
استان جنوبی (به انگلیسی: Southern Province) یکی از ده استان زامبیا است که در جنوب این کشور واقع شده است. مرکز آن، شهر کابوی می‌باشد و استان جنوبی از نظر جغرافیایی در نزدیکی مرز با کشور موزامبیک قرار دارد. این استان به دلیل منابع طبیعی غنی، از جمله معادن مس، زمین‌های کشاورزی حاصلخیز و منابع آبی، نقش مهمی در اقتصاد زامبیا ایفا می‌کند.
استان جنوبی دارای تنوع زیستی بالایی است و مناطقی چون پارک ملی کافو و پارک ملی لایگانگا را در خود جای داده که به‌عنوان جاذبه‌های گردشگری و مناطق حفاظت‌شده برای حیات‌وحش شناخته می‌شوند. همچنین، رودخانه زامبزی که از شمال استان می‌گذرد، برای کشاورزی و حمل‌ونقل آبی اهمیت فراوانی دارد.
این استان به دلیل تاریخ و فرهنگ غنی‌اش نیز مشهور است. گروه‌های قومی مختلفی از جمله توتسی‌ها, بمباها و چوآ در این منطقه سکونت دارند که هر کدام زبان‌ها، سنت‌ها و تاریخ‌های خاص خود را دارند. اقتصاد استان جنوبی بیشتر بر پایه کشاورزی (خصوصاً کشت ذرت، نیشکر و تنباکو)، معدن‌کاری و گردشگری استوار است.
استان جنوبی زامبیا همچنین به‌عنوان یکی از مقاصد مهم سرمایه‌گذاری‌های خارجی شناخته می‌شود و توسعه زیرساخت‌ها و صنایع در این منطقه به طور چشمگیری در حال گسترش است.